# الیس اکرس (تگزاس)
الیس اکرس، تگزاس (به انگلیسی: Alice Acres, Texas) یک منطقهٔ مسکونی در ایالات متحده آمریکا است که در تگزاس واقع شده‌است.

## خصوصیات
الیس اکرس ۱۵٫۳ کیلومترمربع مساحت و ۴۹۱ نفر جمعیت دارد و ۷۱ متر بالاتر از سطح دریا واقع شده‌است.